# 나노국
나노국(일본어: 奴国 나노쿠니[*])은 1세기에서 3세기에 있었다고 하는 왜인들의 나라다. 『후한서』 「동이전」 및 『삼국지』 「위지왜인전」에 언급된다. 야마토 시대의 나노현(일본어: 儺県 나노아가타[*])에 해당하며, 오늘날의 후쿠오카시 일대에 존재했다고 추정된다. 문헌상에 등장하는 최초의 일본계 국가다.
야요이 시대부터 존재했던 왜인 국가로서, 오늘날의 후쿠오카시와 카스가시 등 후쿠오카 평야 일대를 지배했다고 한다. 이 영역에는 나카강, 미카사강이 흘러 수원이 되며, 야요이 시대 취락이나 논, 독무덤 등의 유적이 곳곳에서 확인된다. 
아즈미씨의 발상지가 이 지역인데, 그들 해인족과 동종족인 것으로 보이는 백월과 같은 습속(뱀 토테미즘, 문신, 사뉴인수, 오스트로아시아어족 언어유사성 등)이 있었다. 그래서 나노국의 왕실이 아즈미씨의 조상이라는 설이 있다. 또한 우가야후키아에즈노 미코토의 모친인 토요타마히메와 진무 천황 형제의 모친인 타마요리히메가 나노국 왕가의 여성이었다고 한다. 이에 따라 기기신화에 등장하는 아시하라노 나카츠국의 구체적인 비정지가 나노국이라는 설이 있다.
『후한서』 동이전에 따르면 건무중원 2년(기원후 57년) 후한 광무제에게 왜노국(倭奴国)의 사신이 찾아왔고 광무제는 왜노국이 책봉되었다는 금인을 하사했다. 에도 시대에 농민이 시카노섬에서 이 금인을 실제로 발견하여 왜노국이 실재했음이 증명되었다. 땅속에서 발굴된 금인의 상태가 너무 좋아서 위조설도 있지만 서체 감정 등의 이유로 진품설이 대세다. 금인에는 「한위노국왕(일본어: 漢委奴國王 칸노와노나노코쿠오우[*])이라고 새겨져 있다. "왜(倭)"가 아니라 "위(委)"가 새겨져 있지만, "위(委)"는 "왜(倭)"의 사람인변 생략자로 생각할 수 있다. "왜노"의 의미에 관해서는 "이토이도(いと・ゐど)"라고 훈독하여 "왜노국=이토국"이라고 풀이한 설과, 흉노와 마찬가지로 야만인이라는 뜻에서 "왜노"라고 했다는 설이 있다.
건무중원 2년(기원후 57년) 왜노국이 공물을 받들고 조하했다. 사신은 스스로를 대부로 칭했다. 왜국은 지극히 남쪽에 있다. 광무는 인수를 하사했다. 또한 안제 영초 원년(기원후 107년) 왜국왕 수승이 노예 160명을 헌상, 조현을 청하였다.
建武中元二年 倭奴國奉貢朝賀 使人自稱大夫 倭國之極南界也 光武賜以印綬 安帝永初元年 倭國王帥升等獻生口百六十人 願請見 — 『후한서』 「동이전」 제75

한편 시대가 약간 흘러서 『삼국지』 「위지왜인전」에 3세기 전반의 나노국 모습이 기록되어 있다.
동남쪽으로 백 리 밖에 노국(奴國)이 있다. 거기의 장관을 시마고(兕馬觚)라고 하고, 부관은 비노모리(卑奴母離)라 한다. 인구는 2만여 호가 된다.
東南至奴國百里 官曰兜馬觚 副曰卑奴母離 有二萬餘戸 — 『삼국지』 「위지왜인전」

한편 「위지왜인전」에는 또 하나의 “노국”이 나타난다. 여왕국 근처에 있고 상세한 것은 알 수 없다고 되어 있다. 이 노국에 관해서는 말 그대로 긴키 야마토 근처에 또다른 노국이 있었다는 설과, 규슈 해인족 노국이 중복 기재되었다는 설, 무언가 글자가 탈락되었다는 설이 있다.
나노국의 유적으로는 후쿠오카시 하카타구의 나카 유적군, 카스카시 스구의 스구 타카우타 유적, 카스가시 오카모토의 스구 오카모토 유적 등이 있다.

## 같이 보기
- 왜 (일본)
- 일본의 국호